# Eva Kristin Hansen
Eva Kristin Hansen (Trondheim, 5 marzo 1973) è una politica norvegese, membro del Partito Laburista Norvegese e presidente dello Storting da ottobre a novembre 2021. Dal 2005 è ricopre anche la carica di parlamentare.